# Phaonia irkutensis
Phaonia irkutensis este o specie de muște din genul Phaonia, familia Muscidae, descrisă de Zinovjev în anul 1990. Conform Catalogue of Life specia Phaonia irkutensis nu are subspecii cunoscute.